# ヨアヒム・フリードリヒ・フォン・シュトゥッターハイム

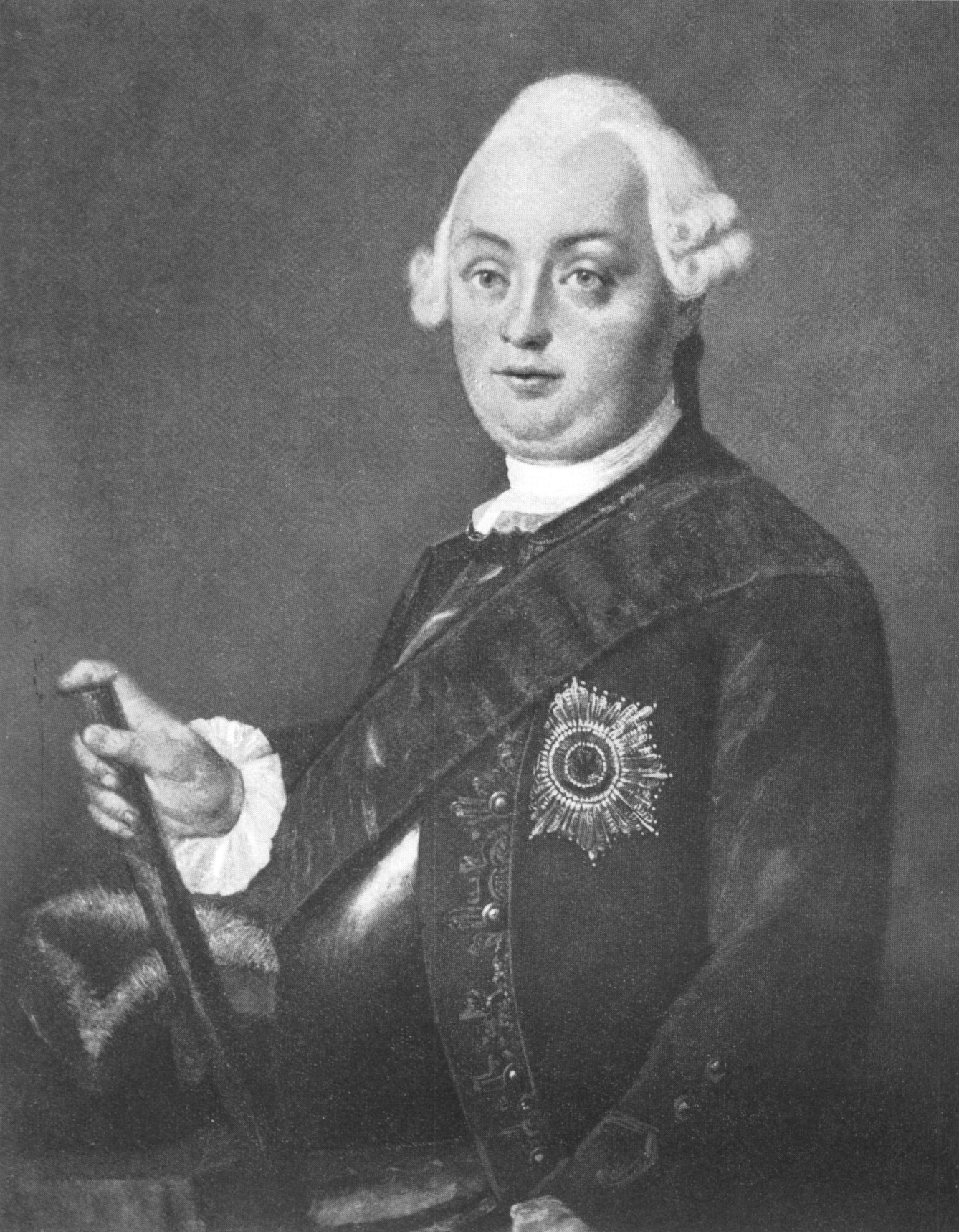
ヨアヒム・フリードリヒ・フォン・シュトゥッターハイム

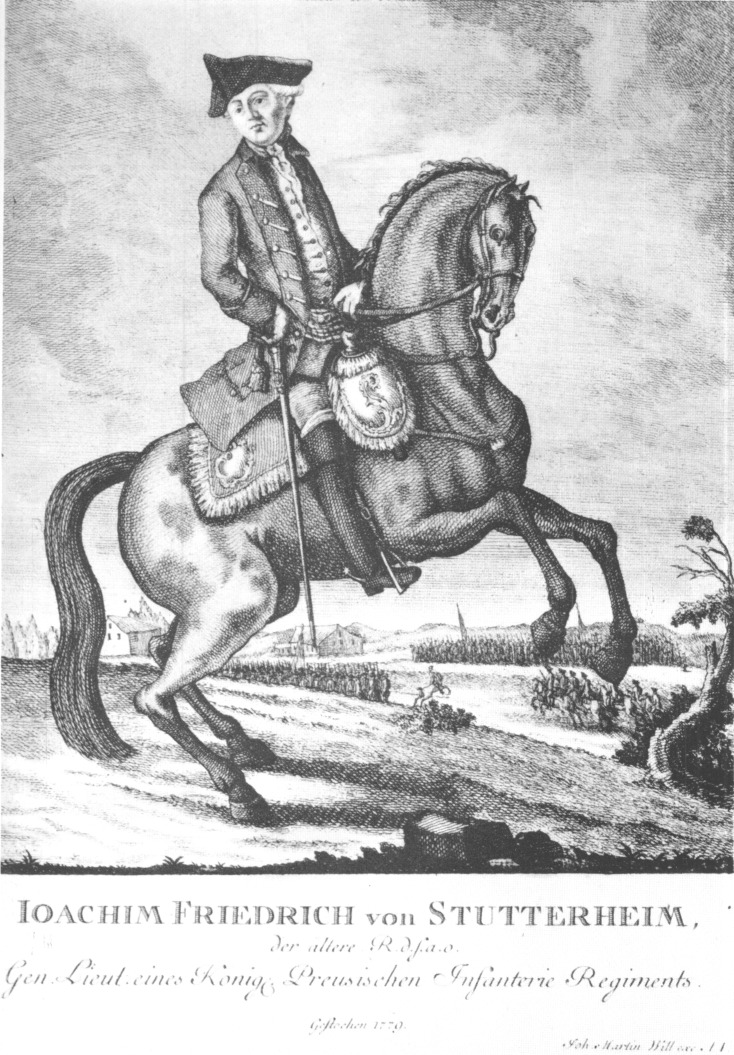
ヨアヒム・フリードリヒ・フォン・シュトゥッターハイム

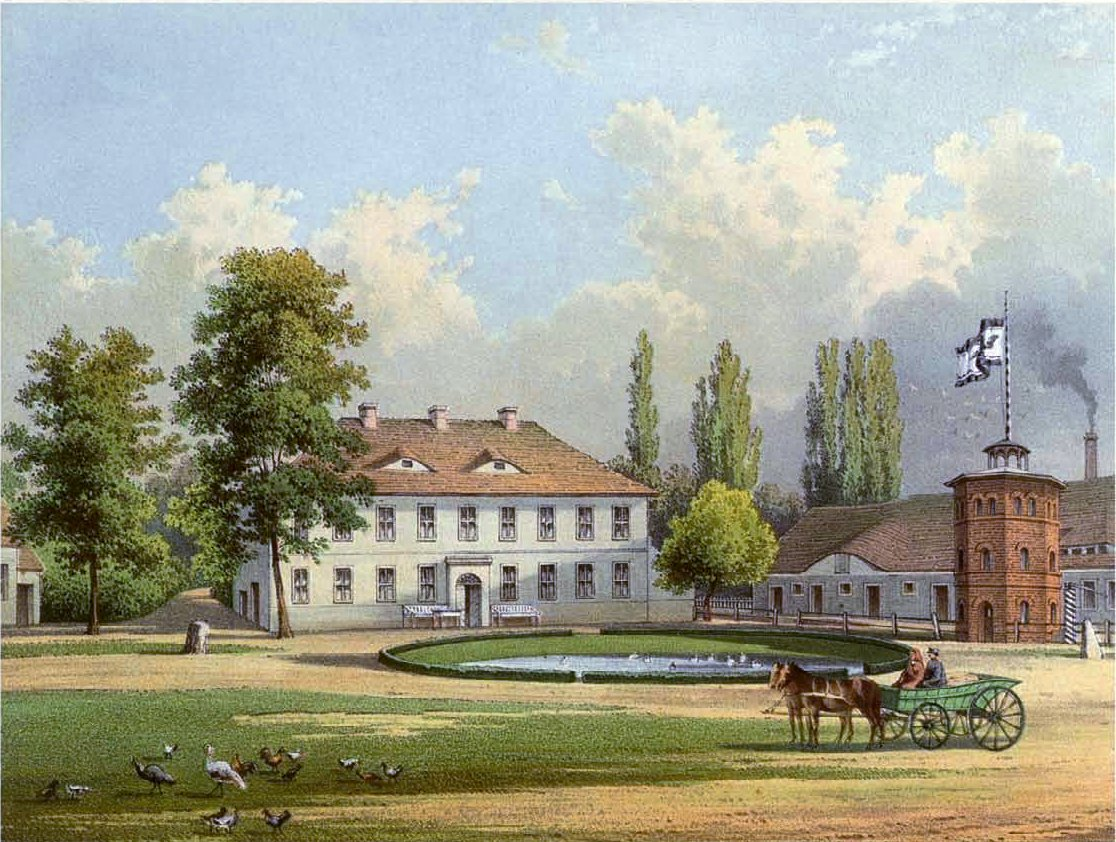
ゼレンドルフの騎士領

ヨアヒム・フリードリヒ・フォン・シュトゥッターハイム（Joachim Friedrich von Stutterheim、または「老シュトゥッターハイム（Alt-Stutterheim）」、1715年11月2日、ゼレンドルフ (de:Sellendorf) 、ニーダーラウズィッツ (Lower Lusatia) -1783年8月26日、ケーニヒスベルク）は、プロイセン王国の中将である。

## 生涯
シュトゥッターハイムは偶然に出会ったプロイセン国王フリードリヒ・ヴィルヘルム1世に好意を抱き、かつてザクセン選帝侯領の大尉であり、今や領主として暮らしていた父の許可を得て1729年、ベルリンの士官学校に入学した。そこから1732年、士官候補生 (de:Fahnenjunker) として「クレッヒャー」歩兵連隊に配属される。
同連隊で彼は1735年に准尉 (de:Fähnrich) 、そして1739年に少尉へ昇進した。
そのまま第一次シュレージエン戦争を迎えると、早くもモルヴィッツの戦いにおいて抜群の戦功を挙げ、国王フリードリヒ2世（フリードリヒ大王）からプール・ル・メリット勲章を授かり、カミン大聖堂 (de:Dom zu Cammin (Kamień Pomorski)) の聖堂参事会員の職を賜るとともに、「ラ・モット」歩兵連隊に属する1個中隊の指揮（1806年に「古プロイセン第17歩兵連隊（Altpreußisches Infanterieregiment Nr. 17）」に改称）を託された。
この後、シュトゥッターハイムはコトゥズィッツの戦い、ホーエンフリートベルクの戦いおよびゾーアの戦いに参加している。なお、ゾーアの戦いで負傷した。
1747年、少佐に昇進するとロボズィッツの戦いで改めて大功を立て、大王から異例の恩給、年額500ターラーを下賜された。そして1757年5月、中佐として連隊の指揮官に就任すると同年中に大佐に昇進し、プラハ、コリン、ブレスラウそしてホッホキルヒで戦う。1759年には少将に昇進し、かつての「カナハー」歩兵連隊（1806年に「古プロイセン第30歩兵連隊」に改称）を自身の指揮下に引き継ぐ。
同年、プロイセン公子ハインリヒの指揮下に入ると公子は9月13日、ゲルリッツから出した手紙の中で、シュトゥッターハイムがフリートラントの物資集積地を焼き払い、捕虜700名を得たと書いている。
1760年、シュトゥッターハイムはリーグニッツとトルガウで戦った。そしてトルガウでは重傷を負っている。1761年、ハインリヒ公子の軍団に復帰すると兵1600名を託され、ブランデンブルク辺境伯領をスウェーデン軍から防衛するため、同地へ派遣される。1762年、最後の遠征にも彼はハインリヒ公子に従って参加した。同年10月29日、フライベルクの戦いにおいてシュトゥッターハイムは左翼を指揮し、攻勢を担っている。そして勝利への貢献に報い、マクデブルクにある聖ニコライ教会 (de:Sankt-Nikolai-Kirche (Magdeburg)) の司教座聖堂参事会員職を賜った。
1763年に講和条約が締結されると、フリードリヒ大王はシュトゥッターハイムを東プロイセンの歩兵総監に任じ、ケーニヒスベルクへ派遣した。1768年、中将に昇進すると黒鷲章 (en:Order of the Black Eagle) と別の連隊（「カーニッツ」歩兵連隊 (de:Regiment Kanitz zu Fuß) 、1806年に「古プロイセン第2歩兵連隊」に改称）を賜っている。またケーニヒスベルク、ピラウおよびメーメルの総督に任命された。
1778年、バイエルン継承戦争が勃発するとシュトゥッターハイムはフリードリヒ大王の軍において、上シュレージエン (Upper Silesia) の軍団の先鋒となり、トロッパウを占領している。
その後、「老シュトゥッターハイム」が没する少し前にフリードリヒ大王は手紙を彼の許へ送った。

## 記念碑
シュトゥッターハイムの名は、ウンター・デン・リンデンにあるフリードリヒ大王の騎馬像 (de:Reiterstandbild Friedrichs des Großen) に刻まれている。

## 家族
彼はゾフィー・テレーゼ・フォン・レットウ（1719年あるいは1720年-1807年9月6日、シュテッテンブルッフ）と結婚した。子息は
- ルートヴィヒ・アウグスト・フォン・シュトゥッターハイム (de:Ludwig August von Stutterheim) （1750年-1826年）、プロイセン王国の歩兵大将。
- オットー・ゲオルク・フォン・シュトゥッターハイム（Otto Georg von Stutterheim）

の2名である。オットーはハインリヒ・ヴィルヘルム・フォン・アンハルト (de:Heinrich Wilhelm von Anhalt) 中将の長女、ヴィルヘルミーネ・フリーデリーケ・フォン・アンハルト（1770年12月16日-1802年、ピサ、フランス帝国）と結婚し、1797年に離婚した。

## 個別の典拠
1. ↑  レオポルト・フォン・ツェトリッツ＝ノイキルヒ（Leopold Freiherr von Zedlitz-Neukirch）著：『Pantheon des preußischen Heeres』、 ベルリン、 1835年（ドイツ語）

## 文献
（ドイツ語版の記事に挙げられていたもので、翻訳者が項目の作成にあたり、閲覧したものではありません。）
- Bernhard von Poten (1894). "Stutterheim, Joachim Friedrich von". Allgemeine Deutsche Biographie (ドイツ語). Vol. 37. Leipzig: Duncker & Humblot. pp. 74–75.
- Eckart von Stutterheim und Kurt von Stutterheim: Die Herren und Freiherren von Stutterheim/Alt-Stutterheim. Verlag Degener & Co., Neustadt an der Aisch 1965, P. 143–144、P. 144の図版 および P. 219–224、 P. 220の図版。
- クルト・フォン・プリースドルフ (de:Kurt von Priesdorff) :Soldatisches Führertum. Band 1, Hanseatische Verlagsanstalt, Hamburg 1937, Nr. 501, P. 490 ff. (図版付き)